# Слобідка-Кульчієвецька
Слобідка-Кульчієвецька — село в Україні, центр Слобідсько-Кульчієвецької сільської територіальної громади Кам'янець-Подільського району Хмельницької області.

## Назва
Назва «Слобідка-Кульчієвецька» походить від сусіднього села Кульчіївці, як його виселок, тобто «Слобідка» — у Східній Європі XVI—XVIII століття різновид поселення-колонії або новозасноване поселення.

## Географія
Село Слобідка-Кульчієвецька розташоване за 2,9 кілометрів від Кам’янця-Подільського на річці Рудка — притока річки Мукша. Через село проходить автомобільний шлях територіального значення Т 2317.

### Клімат
Слобідка-Кульчієвецька знаходяться в межах вологого континентального клімату із теплим літом, але діяльність людини призводить до поганих змін та глобального потепління. Рівень наповнення річок водою в області становить лише 20 % від необхідного стандарту.

## Історія
Поблизу знайдено залишки поселення черняхівської культури. 
Село засновано 1789 року, коли Поділля ще входило до складу Речі Посполитої, польський шляхтич Францішек Марковський (1727-1806), якому належало село Кульчіївці Подільського воєводства, на ґрунтах цього села створив нове поселення, яке отримало просту назву – Кульчієвецька Слобідка, яка згодом трансформувалася в Слобідку Кульчієвецьку.
Утім місцевість, на якій наприкінці XVIII століття з’явилося нове поселення, відома здавна. Приблизно там, де тепер розкинулася Слобідка-Кульчієвецька, або трохи північніше був колись ліс «Откорів», який згадано в грамоті литовських князів Коріатовичів від 7 січня 1374 року про надання Кам’янцеві прав на самоврядування. Тому місто заявило права на нове поселення, як заселене нібито на міських землях, проте судова тяганина з власниками Кульчіївців жодних позитивних результатів для позивача не дала.
На початку XIX століття Кульчієвецька Слобідка становила з Кульчіївцями одне ціле, а 1846 року стала окремою осілістю. 1855 року вона належала Млодзяновському.
Селяни Слобідки-Кульчієвецької були звільнені від кріпосного права в 1861 році. На честь цієї події в багатьох селах Поділля на в'їздах встановлювали пам'ятні фігури.
1895 року в Кульчієвецькій Слобідці було відкрито школу грамоти, для якої винаймали приміщення.
За часів Російської імперії як Кульчіївці, так і Кульчієвецька Слобідка входили до Баговицької волості Кам’янецького повіту Подільської губернії.
Внаслідок поразки Перших визвольних змагань на початку XX століття, село надовго окуповане російсько-більшовицькими загарбниками.
Радянська окупація принесла колективізацію та розкуркулення, селяни зазнали репресій.
7 березня 1923 року реформа адміністративно-територіального устрою Радянської України віднесла Слобідку Кульчієвецьку – до Довжоцького району.
В 1932–1933 селяни села пережили сталінський геноцид.
Місцевий колгосп за одержання в 1937-1939 роках високих урожаїв зернових (15,6 центнера з гектара) та цукрових буряків (327 центнерів із гектара) занесли до Почесної книги Всесоюзної сільськогосподарської виставки 1940 року.
По закінченню Другої світової війни у 1946—1947 роках мешканці села вчергове пережили голод.
З 1991 року в складі незалежної України.
14 серпня 2017 року шляхом об'єднання сільських рад Кам'янець-Подільського району село Слобідка-Кульчієвецька стає адміністративний центром громади. Об'єднання в громаду має створити умови для формування ефективної і відповідальної місцевої влади, яка зможе забезпечити комфортне та безпечне середовище для проживання людей.
5 червня 2022 року на зборах релігійної громади села було прийнято рішення перейти до ПЦУ.

## Населення

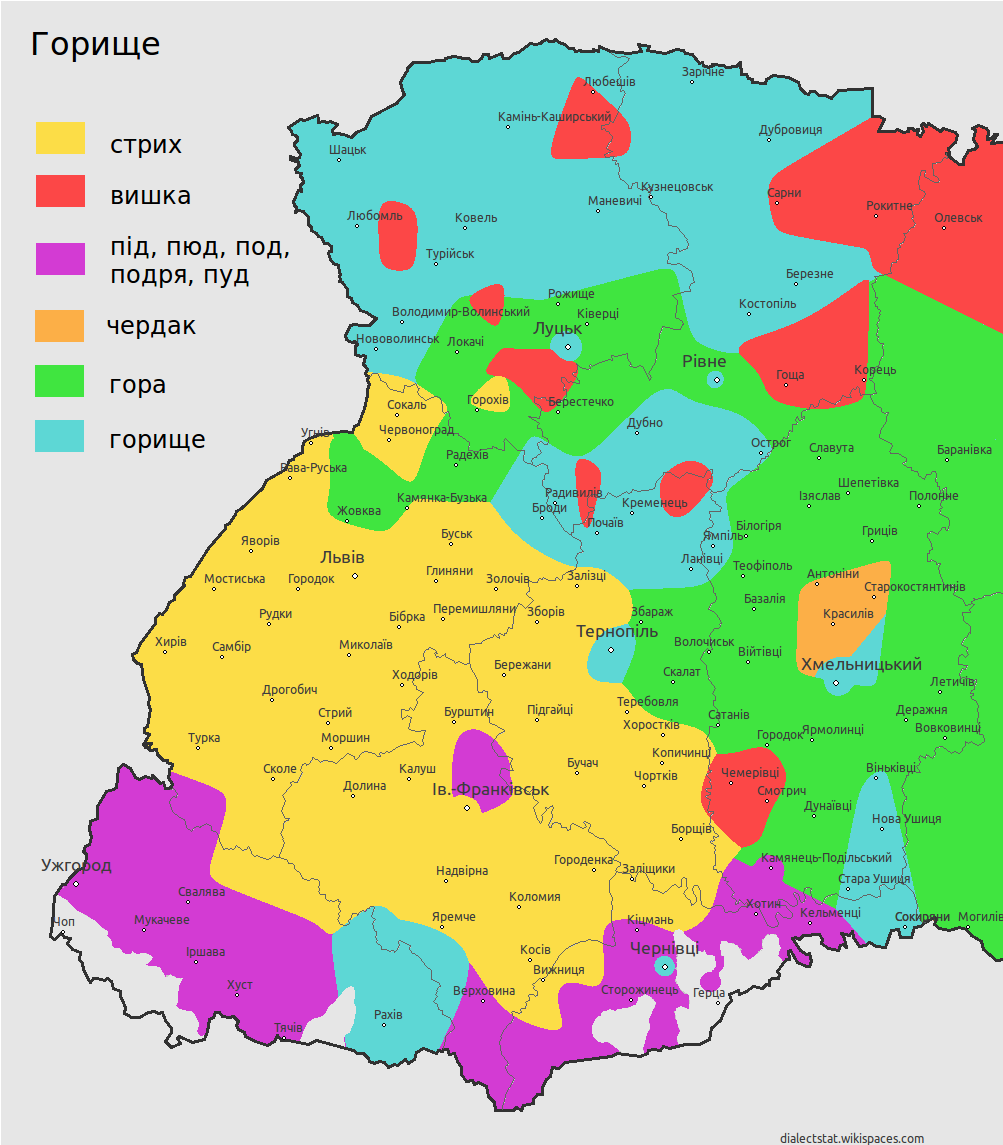
Селі Слобідка-Кульчієвецька поширені такі діалекти слова «горище»: гора, під, подря, пуд

За даними, поданими 1895 року в сьомому випуску «Праць Подільського єпархіального історико-статистичного комітету», в Кульчієвецькій Слобідці було 27 дворів, 156 мешканців, а земля розподілялася так: Остапович – 233 десятини (з них 25 десятин лісу), селяни – 87 десятин.
Довідник «Населені місця Поділля», виданий 1925 року, зафіксував значне зростання села Слобідки Кульчієвецької: тут було 124 господарства, 657 мешканців.
За переписом 2001 року населення становить 885 осіб. 

### Мова
У селі поширені західноподільська говірка та південноподільська говірка, що відносяться до подільського говору, який належить до південно-західного наріччя.
100 % населення вказало своєю рідною мовою українську мову.

## Релігія
- Церква Святого Пророка Іллі ПЦУ.

## Спорт
Село має аматорську футбольну команду «Колос» (Слобідка-Кульчієвецька), яка періодично грає чемпіонаті Кам’янець-Подільського району з футболу.

## Відомі уродженці
- Фустов Микола Григорович — майстер народної кераміки, член Національної спілки художників України (від 1988 року).

## Охорона природи
Село лежить у межах національного природного парку «Подільські Товтри». На північний захід від села Слобідка-Кульчієвецька на схилах річки Мукша знаходиться Мукшанський заказник.